# Chitlins con Carne
«Chitlins con Carne» — джаз-блюзова інструментальна композиція, написана гітаристом Кенні Берреллом. Композиція увійшла до його студійного альбому 1963 року Midnight Blue. В записі оригінальної версії брали участь: Кенні Баррелл (гітара), Стенлі Таррентайн (тенор-саксофон), Мейджор Голлі, мол. (контрабас), Білл Інгліш (ударні) і Рей Барретто (конґа).

## Інші версії
Композиція була записана багатьма виконавцями, а саме:
- 1965 — Three Souls з Soul Sounds[2].
- 1965 — Джуніор Веллс з Hoodoo Man Blues.
- 1967 — Ерік Клосс з First Class Kloss![3].
- 1968 — Джон Паттон з Understanding[4].
- 1975 — Отіс Раш з So Many Roads.
- 1976 — Джиммі Докінс з Blisterstring.
- 1982 — Мелвін Тейлор з Blues on the Run.
- 1991 — Стіві Рей Вон з The Sky Is Crying.